# Kareen Antonn
Pour les articles homonymes, voir Antonopoulos et Antonn.
 (mai 2013).
Si vous disposez d'ouvrages ou d'articles de référence ou si vous connaissez des sites web de qualité traitant du thème abordé ici, merci de compléter l'article en donnant les références utiles à sa vérifiabilité et en les liant à la section « Notes et références ».
Kareen Antonn, de son vrai nom Kareen Antonopoulos, née le 24 mai 1980 à Nogent-sur-Marne, dans le Val-de-Marne est une chanteuse française d’origine grecque et espagnole, à la fois danseuse et comédienne.

## Biographie
Elle a commencé sa carrière comme comédienne dans plusieurs courts et moyens métrages, dont Une vague idée de la mer primé en 1996 au festival de Clermont-Ferrand, un long La 6e Piste, aux côtés de David Soul et Fiona Gélin, ainsi qu'un premier rôle au théâtre dans la pièce La Cuisine d'Arnold Wesker.
Kareen Antonn s'intéresse ensuite à la musique, s'associant à des groupes pop rock inspirés par Alanis Morissette, U2 et Lenny Kravitz.
Dès ses premiers concerts à l’âge de 16 ans, Kareen Antonn goûte aux cabarets, dont Aux Trois Mailletz, où il lui arrive de se produire encore aujourd’hui. Elle a également été meneuse de revue de music-hall.
En 2003, aux côtés d'Emmanuel Pribys, elle a l'idée d’enregistrer en duo avec Bonnie Tyler, l’adaptation française de Total Eclipse of the Heart. Une maquette est envoyée à Bonnie Tyler et celle-ci accepte de réenregistrer ce titre avec Kareen.
Si demain... (Turn Around) est né : plus de 2 millions d’exemplaires de ce disque se vendent dans le monde, dont un peu plus de 700 000 en France. Le titre est resté trois mois numéro 1 des ventes de singles en France en 2004 et 25 semaines en tout dans le Top 100 ; il a été certifié Disque de Platine en 2004,.
Kareen Antonn s'est engagée auprès d'associations comme Fight Aids, le Téléthon (elle a enregistré un CD) et en février 2007, sensibilisée par la cause des sans-abri, elle met sa voix au service de Abr'hiver, en interprétant Un homme se blesse écrit par Binant Antoine dont la totalité des gains sera reversée pour la construction de logements sociaux.
En 2013, elle participe à la deuxième saison de The Voice, la plus belle voix sur TF1. Elle est éliminée lors du 10e épisode appelé battles face à Aurore Delplace. Dans le cadre du festival Woodstan de Nancy, elle se produit avec le groupe rendant hommage aux Beatles Les Rapaces en avril 2013.
En septembre 2014, elle devient la voix du nouvel habillage de France Info.
En 2015, elle est annoncée dans le rôle de Marie-Antoinette d'Autriche dans la comédie musicale Marie-Antoinette et le Chevalier de Maison-Rouge de Didier Barbelivien.

## Discographie

### Albums Studios
| Année | Titre         | Label  |
| ----- | ------------- | ------ |
| 2006  | Kareen Antonn | Sterne |

### Singles
| Année | Titre                                                 | Label              |
| ----- | ----------------------------------------------------- | ------------------ |
| 2024  | Regarde-Moi                                           | Tendances & Cie    |
| 2006  | Quand On Veut, On Peut                                |                    |
| 2004  | John                                                  |                    |
| 2004  | Si Tout S'arrête (It's A Heartache) avec Bonnie Tyler | Epic Group Project |
| 2003  | Si Demain... (Turn Around) avec Bonnie Tyler          | Epic Group Project |

#### Précisions sur quelques sorties de singles
- Le single John est sorti en 2004 à l'occasion des 60 ans de la libération.
- Le single Quand On Veut, On Peut est sorti en 2006 au profit du Téléthon Suisse

### Autres sorties notables
- Album From The Heart, Bonnie Tyler, Greatest Hits 2007, Sony/BMG UK. bonus track Si demain... (Turn Around), Irlande #2, Royaume-Uni #31, Euro top 100 #74, Spain #76.
- Single Un homme se blesse, février 2007, au profit des sans-abri
- Album Live, à sortir en 2007
- Album Hit Collection Edition, Bonnie Tyler, track (19) Si demain…, (20) Si Tout S'Arrête, (Allemagne)

## Singles Charts
- Si demain… (Turn Around) 2003, avec Bonnie Tyler.
  - FR #1 (10 semaines)
  - PL #1 (03 semaines)
  - BE #1 (08 semaines)
  - European Singles Charts #3
  - CH #7
  - World Singles Charts #9
  - Russie #155
- Si Tout S'Arrête (It's a Heartache) 2004, avec Bonnie Tyler.
  - BE #7
  - PL #10
  - FR #12
  - CH #25
  - European Singles Charts #27

## Filmographie
- Une vague idée de la mer, court métrage primé en 1996 au festival de Clermont-Ferrand,
- La 6e Piste, long métrage avec David Soul et Fiona Gélin

## Émission de télévision
- The Voice 2 sur TF1 (2013)